# 聖母被昇天学院女子短期大学
聖母被昇天学院女子短期大学（せいぼひしょうてんがくいんじょしたんきだいがく、英語: Assumption Junior College）は、大阪府箕面市如意谷1-13-23に本部を置いていた日本の私立大学である。1967年に設置され、2005年に廃止された。大学の略称は聖母被昇天、アサンプション。

## 概要

### 大学全体
- 学校法人聖母被昇天学院[2]により設置された日本の私立短期大学。
- カトリック系短期大学の一つとして[3]、キャンパスは大阪府箕面市に所在し、当初は入学定員40名の英語科のみ[4]で1967年に開学。
- 2001年には心理学科の増設により2学科となった。
- 2003年の入学生を最後に[注釈 1]、短期大学としての使命を終え、昇天[5][6]。

### 建学の精神（校訓・理念・学是）
- 「誠実・喜び・隣人愛」

### 教育および研究
- 当初の専門教育は、英語のみであったが後に心理学に関する専門教育も行われるようになった。英語科には「観光」と「コミュニケーション」の各コースがあった。
- 一般教育科目には｢キリスト教概説｣と称した科目があった

### 学風および特色
- フランス・パリに本部があるカトリックの聖母被昇天修道会が設立母体である。
- 小規模な短大で、校舎は系列の聖母被昇天学院小学校・中学校・高等学校と隣接かつ一体化し、その他施設も全て共有。また短大校舎は、小学校校舎、中学校・高等学校校舎よりも小さかった。
- 当初は小学校からの14年一貫女子教育を目的として設立された短大であったが、系列高校において内部進学希望者がごく少数しかいないという状態が長く続いており、このことが閉学の要因の一つとなった[注 1]。
- 閉学の数年前まで聖母被昇天学院小学校・中学校・高等学校の冬服のジャンパースカートと同じ柄（黒と白の千鳥格子）の制服（スーツ）があった。（主に系列高校以外からの入学者とその保護者からの反発により廃止された。）

## 沿革
- 1839年 フランスにおいて「聖母被昇天修道会」が発足する[9]。
- 1967年
  - 1月23日 左記を以て文部省[注 2]より短期大学の設置が認可される[10][9]。
  - 4月1日 左記を以て被昇天女子短期大学（ひしょうてんじょしたんきだいがく）が以下の学科体制にて開学[11]。
    - 英語科を置く[注 3]
- 1976年
  - 4月1日 左記を以て英語科の入学定員を40[14]→80[15]に増員する[注 4]。
- 1986年 英語科の入学定員を80→140に臨時増員される[17][注 5]。
- 1987年 聖母被昇天学院女子短期大学に名称変更される。
- 2001年 心理学科[注釈 2]を増設[19]。英語科の入学定員140[20]→70に減員[21][22]。
- 2003年 学生募集最後となる[注釈 1]。
- 2005年
  - 7月29日 左記を以て正式廃止となる[5][6]。

## 基礎データ

### 所在地
- 大阪府箕面市如意谷1-13-23

### 象徴
- 聖母被昇天学院女子短期大学のカレッジマークは聖母マリアの「M」と、その尊称として伝統的に与えられている「レジナ・チェリ（Regina-Caeli）」の頭文字である「R」を組み合わせたものの上部にティアラの絵をデザインしたものとなっていた。ちなみに、ティアラは、聖母マリアが地上において全ての人の母として讃えられる存在であることを示している。

## 教育および研究

### 組織

#### 学科
- 英語科[注釈 2]
- 心理学科[注釈 2]

#### 専攻科
- なし

#### 別科
- なし

#### 取得資格について
- 英語科学生を対象に教職課程として中学校教諭二種免許状（英語）があった[20][26]。

### 研究
- 『聖母被昇天学院女子短期大学紀要』CiNii 雑誌-聖母被昇天学院女子短期大学紀要
- 「エミリ・ディキンスンの死の詩について」[27]

## 学生生活

### 部活動・クラブ活動・サークル活動
- 体育系：バレーボール・バスケットボール・バドミントン・テニス・フリスビーほか。
- 文化系：聖歌隊・手話・華道・茶道ほか。

### 学園祭
- 「紫苑祭」

## 大学関係者と組織

### 大学関係者組織
- 卒業生は「聖母被昇天同窓会」に所属している。

## 施設

### キャンパス
- 聖堂・図書館・体育館・学生ラウンジほか。殆どの施設は元々系列校と一緒に使用していたものであり、現存する。

### 学生食堂
- あり

## 対外関係

### 他大学との協定

#### イギリス
- オークランド大学

#### オーストラリア
- タスマニア大学

### 系列校
- 聖母被昇天学院小学校・中学校・高等学校（現アサンプション国際小学校・中学校・高等学校）
- 聖母被昇天学院幼稚園（現アサンプション国際幼稚園）

## 卒業後の進路について

### 編入学・進学実績
- 京都精華大学・京都ノートルダム女子大学・龍谷大学・追手門学院大学・大阪経済大学・大谷女子大学・関西大学・帝塚山学院大学・梅花女子大学・プール学院大学・桃山学院大学・神戸海星女子学院大学・聖和大学ほか[28][29]。